# Gustav Schmalfuss
Gustav Friedrich Rudolf Schmalfuss (* 24. Juni 1856 in Hannover; † 15. April 1921 in Hamburg) war ein deutscher Gynäkologe.

## Leben
Gustav Schmalfuss studierte an den Universitäten Jena, Halle und Freiburg im Breisgau Medizin. In Jena wurde er 1877 Mitglied des Corps Thuringia. 1881 erhielt er die Approbation als Arzt. 1883 wurde er zum Dr. med. promoviert. Von 1881 bis 1886 war er als Assistent bei Alfred Hegar, Max Schede und Heinrich Curschmann tätig. Ende 1886 ließ er sich in Hamburg als praktischer Arzt und Gynäkologe nieder. Er publizierte und referierte hauptsächlich über frauenärztliche Themen.
Sein Sohn war der Chemiker Hans Schmalfuß.

## Auszeichnungen
Gustav Schmalfuss wurde zum Geheimen Sanitätsrat ernannt.

## Schriften (Auswahl)
- Georg Gaffky, G. Koch: Die Cholera in Hamburg im Herbst 1892 und Winter 1892/93, 1894 (Mitwirkung von Gustav Schmalfuss)
- Zur Castration bei Neurosen, 1895
- Stellung und Aufgaben des Ammenuntersuchungsarztes, 1905
- Die ärztliche Überwachung der Prostituierten, 1905 (zusammen mit Siegfried Bettmann)

Darüber hinaus schrieb er kasuistische Mitteilungen im Centralblatt für Gynäkologie.